# 卡納斯省

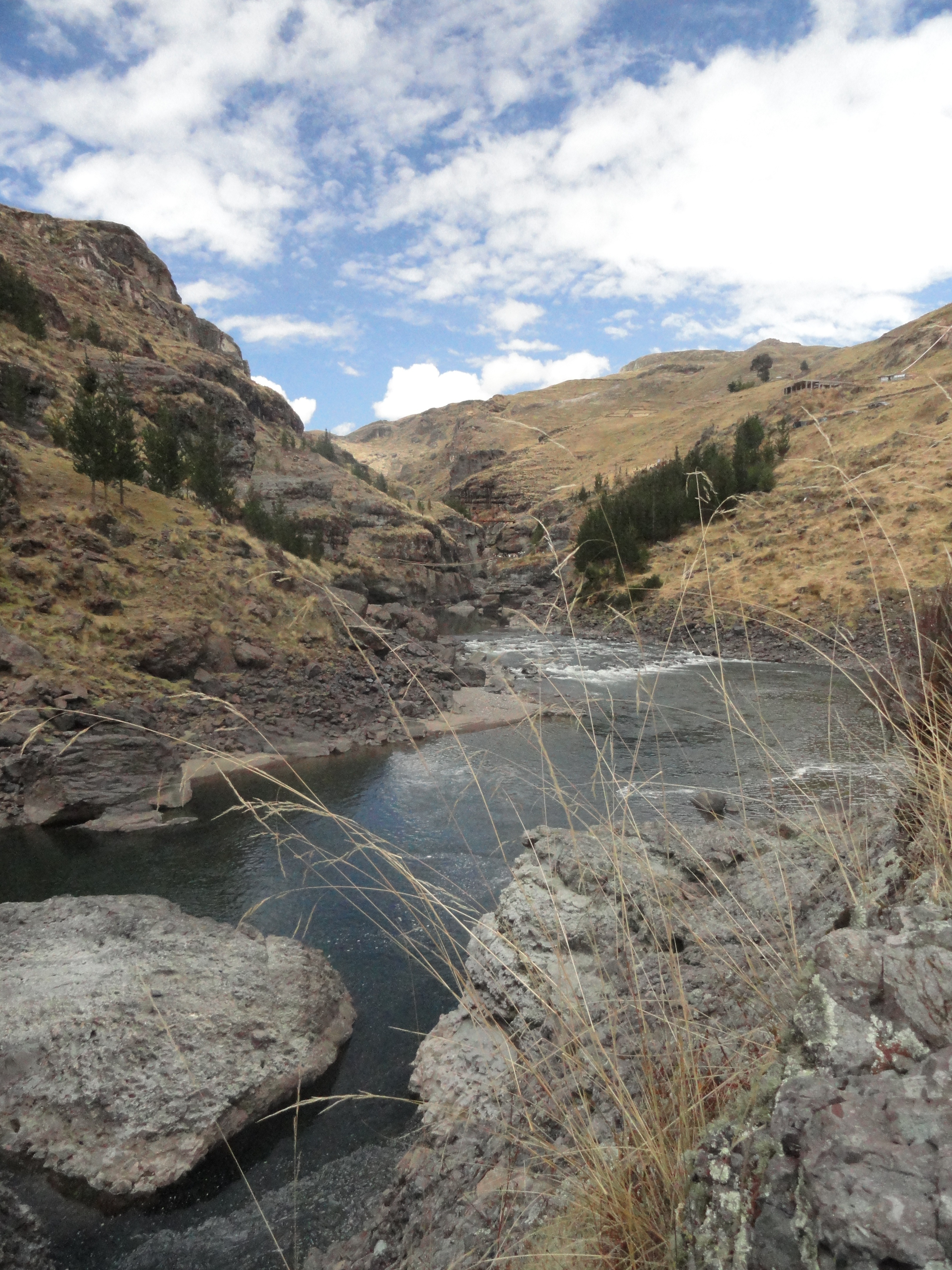

卡納斯省（西班牙語：Provincia de Canas），是秘魯的省份，位於該國南部庫斯科大區，首府是亞瑙卡，始建於1834年8月13日，面積2,104平方公里，2007年人口38,293，人口密度每平方公里18.2人。
14°13′05″S 71°25′54″W / 14.21806°S 71.43167°W